# 1928년 동계 올림픽 스피드스케이팅 남자 5000m
스위스 장크트모리츠에서 열린 1928년 동계 올림픽 스피드 스케이팅의 남자 5000m 종목은 1928년 2월 13일에 진행됐다.

## 메달리스트
| 금                           | 은                         | 동                       |
| 이바르 발란그루드 · 노르웨이 | 율리우스 스쿠트납 · 핀란드 | 베른트 에벤센 · 노르웨이 |

## 기록
이번 대회 이전에 다음과 같은 세계 기록과 올림픽 기록이 세워져 있었다.
| 세계 기록   | 8:26.5(*) | 하랄 스트룀     | 크리스탸니아 (NOR) | 1922년 2월 18일 |
| 올림픽 기록 | 8:39.0    | 클라스 툰베르그 | 샤모니 (FRA)       | 1924년 1월 26일 |

(*) 기록은 해발 1000m 이상 고도에서 치러졌고, 자연적으로 얼려진 얼음 위에서 기록되었다. 

## 결과
| 순위 | 선수                            | 기록    |
| ---- | ------------------------------- | ------- |
| 1    | 이바르 발란그루드 (NOR)         | 8:50.5  |
| 2    | 율리우스 스쿠트납 (FIN)         | 8:59.1  |
| 3    | 베른트 에벤센 (NOR)             | 9:01.1  |
| 4    | 어빙 재피 (USA)                 | 9:01.3  |
| 5    | 아르만드 칼센 (NOR)             | 9:01.5  |
| 6    | 발렌타인 바이얼러스 (USA)       | 9:06.3  |
| 7    | 미카엘 스타크스루 (NOR)         | 9:07.3  |
| 8    | 오토 폴라첵 (AUT)               | 9:08.9  |
| 9    | 구스타프 안데르손 (SWE)         | 9:09.7  |
| 10   | 오시 블롬크비스트 (FIN)         | 9:09.9  |
| 11   | 시엠 헤이덴 (NED)               | 9:10.0  |
| 12   | 클라스 툰베르그 (FIN)           | 9:11.8  |
| 13   | 베르텔 바크만 (FIN)             | 9:14.0  |
| 14   | 에디 머피 (USA)                 | 9:19.5  |
| 15   | 알베르츠 룸바 (LAT)             | 9:19.7  |
| 16   | 프리츠 융블루트 (GER)           | 9:26.7  |
| 17   | 존 퍼렐 (USA)                   | 9:29.2  |
| 18   | 레온하르트 콰글리아 (FRA)       | 9:33.3  |
| 19   | 빔 코스 (NED)                   | 9:34.2  |
| 20   | 졸탄 에외트뵈스 (HUN)           | 9:34.4  |
| 21   | 알렉산더 미트 (EST)             | 9:35.2  |
| 22   | 로스 로빈슨 (CAN)               | 9:38.9  |
| 23   | 시릴 호른 (GBR)                 | 9:45.0  |
| 24   | 크리스트프리드 버마이스터 (EST) | 9:46.2  |
| 25   | 켕스투티스 불로타 (LTU)         | 9:49.8  |
| 26   | 루돌프 리들 (AUT)               | 9:53.5  |
| 27   | 프리츠 모저 (AUT)               | 9:57.8  |
| 28   | 아서 볼슈테트 (GER)             | 9:58.5  |
| 29   | 윌리 로건 (CAN)                 | 10:10.3 |
| 30   | 샤를 타온 (FRA)                 | 10:18.8 |
| 31   | 레오나르드 스튜어트 (GBR)       | 10:40.0 |
| 32   | 프레드릭 딕스 (GBR)             | 10:55.6 |
| –    | 에르하르트 마이케 (GER)         | DNF     |

## 범례
|  | 세계 신기록                  |  |                   | 아프리카 신기록 |                      | Q | 예선 통과 |
|  | 올림픽 신기록                |  | 북아메리카 신기록 | DNS             | 경기를 시작하지 않음 |   |           |
|  |                              |  | 아시아 신기록     | DNF             | 경기를 마치지 않음   |   |           |
|  | 국가 신기록                  |  | 유럽 신기록       | DSQ             | 실격                 |   |           |
|  | 개인 최고 기록 (개인 신기록) |  | 오세아니아 신기록 | WD              | 기권                 |   |           |
|  | 시즌 최고 기록 (시즌 신기록) |  | 남아메리카 신기록 | NM              | 기록 없음            |   |           |

## 참조
- 올림픽 공식 리포트보관됨 2010-12-17 - 웨이백 머신